# Karcewicze
Karcewicze (biał. Карцэвічы, Karcewiczy; ros. Карцевичи, Karciewiczi) – agromiasteczko na Białorusi, w obwodzie mińskim, w rejonie nieświeskim, w sielsowiecie Nieśwież.
Karcewicze położone są nad Uszą, przy Rezerwacie Malewskim.

## Historia
W dwudziestoleciu międzywojennym wieś leżąca w Polsce, w województwie nowogródzkim, w powiecie nieświeskim, w gminie Łań. W 1921 miejscowość liczyła 372 mieszkańców, zamieszkałych w 70 budynkach, w tym 256 Polaków i 116 Białorusinów. 361 mieszkańców było wyznania prawosławnego i 11 rzymskokatolickiego.
Po II wojnie światowej w granicach Związku Sowieckiego. Od 1991 w niepodległej Białorusi. Do 28 maja 2013 siedziba sielsowietu Karcewicze, liczącego 6 miejscowości i po likwidacji przyłączono w całości do sielsowietu Nieśwież.